# Спортивний симулятор
Спортивний симулятор (англ. sports game) — це жанр відеоігор, основою ігрового процесу якого є правила реального або вигаданого виду спорту. Ігри жанру можуть робити акцент на різних аспектах спорту, від самого процесу гри і до його планування та менеджменту учасників.

## Історія

### Зародження
Першим спортивним симулятором є американська Tennis for Two 1958 року, яка також була однією з перших відеоігор взагалі, і ніколи не була в комерційному продажі. У 1972 році вийшла гра Pong — симулятор настільного тенісу. Гра отримала велику популярність і багато інших компаній отримали бажання повторити успіх гри, створюючи власні аналоги.

### 1990—2008: Популярність футбольних симуляторів
У 1993 році була випущена перша частина футбольного симулятора FIFA — FIFA International Soccer. У 1996 році відбувся реліз першої частини футбольного симулятора Pro Evolution Soccer — Goal Storm. І нова гра перехопила популярність свого конкурента. З того часу ігри цих серій є гігантами спортивних відеоігор і не припиняють суперництво. Домінація Pro Evolution Soccer продовжувалася до 2009 року.
На етапі становлення футбольних симуляторів також були перспективні проекти: Football Glory від Croteam, FIFA Manager від DICE Computer Games…
Окрім футбольних симуляторів свою популярність отримала гра Tony Hawk — симулятор скейтбордингу. Перша частина серії вийшла у 1999 році. Після цього отримувала продовження щороку.

### 2008-сучасність
У 2008 році вийшла перша частина головної серії хокейних симуляторів — NHL 08. Також велику популярність отримав симулятор паркуру Mirror's Edge. Кількість спортивних симуляторів дедалі зростала і розширювалася у підрозділах. З пануванням 2K & EA Sports на ринку спортивних симуляторів стає все менш конкурентів. Конкуруючі ігри в будь-якому з спортивних жанрів, за винятком гоночних, зазвичай невдалі. Це призвело до різкого падіння кількості ігор на спортивну тематику за останні роки. Одним з найбільш помітних винятків є серія Konami Pro Evolution Soccer, яка часто називається альтернативою серії FIFA, але не містить стільки ліцензованих команд, гравців та змагань. Ще один виняток - серія Sony MLB The Show, яка тепер має монополію на жанр бейсболу після припинення серії ігор MLB від 2K.

## Найвизначніші ігри
- Pro Evolution Soccer
- FIFA
- NHL 08
- Tony Hawk
- Fight Night
- Mirror's Edge